# مطلب بن عبد الله النفيسة
مطلب بن عبد الله بن مطلب بن محمد النفيسة (1937 - 2025) وزير دولة وعضو مجلس الوزراء بالمملكة العربية السعودية. ولد الدكتور مطلب في رياض الخبراء في القصيم.

## المؤهلات العلمية
- دكتوراه في القانون من جامعة هارفارد ماساتشوستس / الولايات المتحدة عام 1975 م.
- ماجستير في القانون من جامعة هارفارد ماساتشوستس / الولايات المتحدة عام 1971 م.
- بكالوريوس في القانون من جامعة القاهرة القاهرة / مصر عام 1962 م.

## حياته العملية
بدأ في الوظيفة الحكومية عام 1382/ 1962م بالعمل مستشاراً قانونياً في مجلس الوزراء، ثم بتعينه نائب لمدير العام معهد الإدارة العامة، كما بداً في تلك الفترة بممارسة مهنة المحاماة في مكتبه الخاص، وبعد ذلك ابتعث للحصول علي درجتي الماجستير والدكتوراه في القانون في جامعة هارفارد الأمريكية، وفي عام 1395 /1975 عين رئيساً لشعبه الخبراء في مجلس الوزراء، وهي التي ارتبط اسم الدكتور مطلب بها وبالعكس أصبحت تسمي هيئة الخبراء منذ عام 1414/ 1994.

## الخبرات العملية
1. وزيراً للدولة وعضو في مجلس الوزراء السعودي (1995 - 27/مارس 2025).
2. مستشار قانوني في مجلس الوزراء السعودي (1382/1962).
3. رئيس هيئة الخبراء بمجلس الوزراء (1975-1995)
4. أمين عام وعضو المجلس الأعلى لشؤون البترول والمعادن.
5. عضو في المجلس الاقتصادي الأعلى.
6. عضو مجلس الخدمة المدنية.
7. عضو مجلس الخدمة العسكرية.
8. نائب للمدير العام لمعهد الإدارة العامة.
9. شارك بدراسة الأنظمة الأربعة:
  1. نظام مجلس الوزراء
  2. الأنظمة القضائية
  3. الأنظمة التجارية
  4. الأنظمة المالية
10. 10- عضو اللجنة العليا لإعداد النظام الأساسي للحكم.
11. عضو اللجنة العليا لإعداد نظام مجلس الشورى.
12. عضو اللجنة العليا لإعداد نظام المناطق.
13. عضو اللجنة الوزارية المشرفة على مشروع الملك عبد الله لتطوير التعليم العام.
14. عضو اللجنة الوزارية للتنظيم الإداري.

## وفاته
توفي يوم الخميس 27 رمضان 1446 هـ الموافق 27 مارس 2025 عن عمر ثمانيةٍ وثمانين سنة.

## التكريم
في 27 أبريل 2025م وجّه، ولي العهد و رئيس مجلس الوزراء، الأمير محمد بن سلمان بن عبدرالعزيز آل سعود ولي العهد بإطلاق اسم معالي الدكتور مطلب بن عبد الله النفيسة على أحد شوارع حي حطين شمال العاصمة الرياض؛ وذلك تقديرًا للسنوات الطويلة التي قضاها الدكتور النفيسة في خدمة دينه ووطنه وملوك المملكة العربية السعودية على مدى 60 عامًا.